# سورستان
سورستان، هو الاسم الذي أطلقه الساسانيون الفرس قديما على جزء من شمال بلاد الرافدين سوريا ومنطقة جنوب بلاد الرافدين اليوم بالعراق.
سورستان: أرض الاشوريين والجزيرة والشام 